# Cantó de Tinténiac
El cantó de Tinténiac (bretó Kanton Tintenieg) és una divisió administrativa francesa situat al departament d'Ille i Vilaine a la regió de Bretanya.

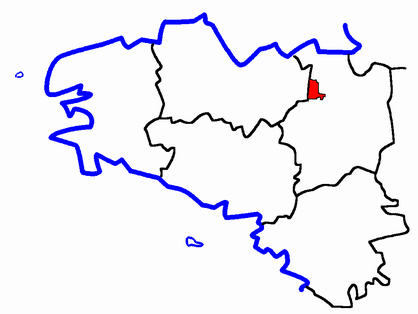
Situació del cantó

## Composició
El cantó aplega 10 comunes :
| Nom francès                | Nom bretó       | Població | km²    | Codi Postal | Codi INSEE |
| La Baussaine               | Baosan          | 474      | 9.63   | 35190       | 35017      |
| La Chapelle-aux-Filtzméens | Chapel-Hilveven | 382      | 6,36   | 35190       | 35056      |
| Longaulnay                 | Hirwerneg       | 340      | 7,52   | 35190       | 35156      |
| Plesder                    | Pleder          | 569      | 11,03  | 35720       | 35225      |
| Pleugueneuc                | Plegeneg        | 1.283    | 24,52  | 35720       | 35226      |
| Saint-Domineuc             | Landoveneg      | 1.437    | 15,70  | 35190       | 35265      |
| Saint-Thual                | Sant-Tual       | 412      | 11,40  | 35190       | 35318      |
| Tinténiac                  | Tintenieg       | 2.434    | 23,40  | 35190       | 35337      |
| Trévérien                  | Treverian       | 524      | 12,08  | 35190       | 35345      |
| Trimer                     | Tremeur         | 102      | 3,56   | 35190       | 35346      |
| Kanton                     | Tintenieg       | 7.957    | 125,20 | -           | 3541       |

## Evolució demogràfica
| 1962  | 1968  | 1975  | 1982  | 1990  | 1999  |
| ----- | ----- | ----- | ----- | ----- | ----- |
| 7.589 | 7.330 | 7.107 | 7.134 | 7.205 | 7.957 |

## Història
| Data d'elecció                           | Identitat      | Partit        | Qualitat |
| ---------------------------------------- | -------------- | ------------- | -------- |
| -1994                                    | Thérèse Nogues | Divers droite |          |
| 1994-                                    | André Lefeuvre | PRG           |          |
| les dades anteriors no són pas conegudes |                |               |          |
|                                          |                |               |          |